# Consolea spinosissima
Consolea spinosissima ist eine Pflanzenart in der Gattung Consolea aus der Familie der Kakteengewächse (Cactaceae). Das Artepitheton spinosissima leitet sich vom Superlativ des lateinischen Adjektivs spinosus für ‚dornig‘ ab.

## Beschreibung
Consolea spinosissima wächst aufrecht baumförmig mit verzweigter Krone und erreicht Wuchshöhen von bis zu 4,5 Meter. Der fast zylindrische Stamm ist stark bedornt. Er erreicht eine Höhe von bis zu 2,5 Meter und Durchmesser von 8 Zentimeter. Die elliptischen bis verlängerten, trüb- bis hellgrünen, ziemlich dicken Triebabschnitte sind netzartig gemustert. Sie sind 15 bis 28 Zentimeter lang und 5 bis 9 Zentimeter breit. Die Glochiden sind braun. Die ein bis drei gelblichen bis weißen, nadeligen Dornen, die manchmal auch fehlen können, sind bis zu 8 Zentimeter lang.
Die anfangs orangegelben Blüten werden später rötlich. Sie sind 3 bis 7,5 Zentimeter lang und weisen einen Durchmesser von 1,2 bis 2,5 Zentimeter auf. Die häufig abgeflachten, gelben Früchte sind bedornt. Sie erreichen eine Länge von 2 bis 6 Zentimeter und einen Durchmesser von 2 bis 4 Zentimeter.

## Verbreitung, Systematik und Gefährdung
Consolea spinosissima ist endemisch in Jamaika verbreitet. Das Verbreitungsgebiet erstreckt sich über drei küstennahe Standorte im Süden des Landes.
Die Erstbeschreibung als Opuntia spinosissima erfolgte 1768 durch Philip Miller. Charles Lemaire stellte sie 1862 in die Gattung Consolea. Ein Synonym ist Cactus spinosissimus (Mill.) Martyn (1871).
In der Roten Liste gefährdeter Arten der IUCN wird die Art als „Endangered (EN)“, d. h. als stark gefährdet geführt. Es existieren drei unterschiedliche Populationen, von denen in der größten etwa 200 Exemplare der Art vorhanden sind. An diesem Standort ist die Artenanzahl zwischen 2005 und 2007 konstant geblieben. Die beiden anderen Populationen enthalten jeweils 20 bzw. 50 Exemplare der Art. Über die zukünftige Entwicklung der Populationen liegen derzeit keine Daten vor.

## Nachweise

## Weiterführende Literatur
- Lara I. Strittmatter, Vivian Negrón-Ortiz, R. James Hickey: Subdioecy in Consolea spinosissima (Cactaceae): breeding system and embryological studies. In: American Journal of Botany. Band 89, 2002, S. 1373–1387 (doi:10.3732/ajb.89.9.1373).